# Cirey-lès-Mareilles
Cirey-lès-Mareilles település Franciaországban, Haute-Marne megyében. Lakosainak száma 152 fő (2022. január 1.). Cirey-lès-Mareilles Mareilles, Andelot-Blancheville, Bourdons-sur-Rognon és Chantraines községekkel határos.

## Népesség
A település népességének változása:
| Lakosok száma | 120  | 107  | 109  | 119  | 125  | 131  | 140  | 145  | 146  | 152  |
|               | 1968 | 1982 | 1990 | 2006 | 2013 | 2015 | 2017 | 2019 | 2020 | 2022 |